# Orbit-3
『orbit-3』 (オービット・スリー) はm-floの10枚目のシングル。2001年3月14日発売。

## 解説
完全限定発売でアルバム先行シングルとして発売された。タイトル曲「orbit-3」は三角関係の恋愛を描いた曲である。
カップリングにはm-floのインディーズ時代の「The Rhyme Brokers」（後に『The Intergalactic Collection ～ギャラコレ～』〔2003年〕のディスク2に収録された) のほか、「How You Like Me Now? (V.I.P Remix)」や「orbit-3 <Jazztronik G-street mix>」などのリミックス、「orbit-3 <Instrumental>」が収録されている。
「orbit-3 <Instrumental>」終了後に、アルバムから「The Bandwagon」のInstrumental Versionが収録されている。

## 収録曲
1. orbit-3
2. orbit-3 <Jazztronik G-street mix>
3. How You Like Me Now? <V.I.P. REMIX>
4. The Rhyme Brokers
5. orbit-3 <Instrumental>